# Marše pobřežní
Marše pobřežní (Tetrix tuerki), starším názvem marše Türkova, je zástupce rovnokřídlých z rodu marše z čeledi maršovitých.
Marše pobřežní je velká asi 8–13 mm, má šedé až hnědě zbarvené tělo. Vyskytuje se ve střední Evropě, v České republice byl její výskyt zaznamenán pouze v povodí Morávky, resp. v národní přírodní památce Skalická Morávka.